# Języki zachodniej Ptasiej Głowy
Języki zachodniej Ptasiej Głowy (ang. West Bird’s Head languages) – grupa słabo udokumentowanych języków papuaskich używanych w prowincji Papua Zachodnia w Indonezji. Ich zasięg geograficzny obejmuje zachodnią część półwyspu Ptasia Głowa oraz wschodni skrawek wyspy Salawati w archipelagu Raja Ampat. Są przypuszczalnie spokrewnione z językami północnohalmaherskimi z prowincji Moluki Północne.

## Kontakt językowy i klasyfikacja
Na strukturę języków zachodniej Ptasiej Głowy znacznie rzutował wpływ języków austronezyjskich. Wpływy austronezyjskie są widoczne w szyku wyrazów (SVO zamiast typowo papuaskiego SOV), elementach leksyki oraz formach zaimków i liczebników. 
Początkowo H.K.J. Cowan uważał, że mogą to być języki austronezyjskie; nie było jasne, do której z grup powinny zostać zaliczone. G. Reesink (1998) sugeruje, że zachodniopapuaskie języki Ptasiej Głowy można rozpatrywać jako języki mieszane, które wymykają się tradycyjnej klasyfikacji genetycznej. Wszystkie z nich znalazły się pod wpływem języka biak (tradycyjna lingua franca) i innych języków zatoki Cenderawasih. W tradycyjnym ujęciu zakładano, że wszystkie papuaskie języki Ptasiej Głowy (z wyjątkiem języków południowej części półwyspu) są spokrewnione, ale w nowszych pracach zarzucono tę praktykę, wyróżniając na tym obszarze kilka rodzin.
Języki zachodniej Ptasiej Głowy tworzą grupę wyraźnie ze sobą spokrewnionych języków. Podobieństwa w formach zaimków (a w mniejszym stopniu dane leksykalne) wskazują na ich związek z językami północnohalmaherskimi. Nie wiadomo, czy jest to związek natury genetycznej (dalekie pokrewieństwo), czy też świadectwo kontaktów między tymi grupami (oraz między nimi a językami austronezyjskimi). Obie rodziny zostały ulokowane w ramach fyli zachodniopapuaskiej. G. Holton i M. Klamer (2018) uważają tę propozycję za obiecującą. Brak natomiast dostatecznych dowodów na genetyczną jedność papuaskich rodzin językowych Ptasiej Głowy.

## Podział wewnętrzny[10][11]
- Języki moi-seget:
  - seget
  - moi
- Języki moraid-kalabra-tehit: 
  - tehit (kaibus)
  - kalabra (bliski językowi tehit)
  - moraid
- ? kuwani

Dokumentacja języka kuwani sprowadza się do jednego spisu słów, ale dane te sugerują, że jest to odrębny język (choć był też utożsamiany z kalabra). Nie zarejestrowano jego dokładnej lokalizacji, ani nie określono też liczby użytkowników.